# Yamato-den
Le Yamato-den (大和伝) désigne une des cinq traditions de forge japonaise (gokaden) pendant la période Koto (fin de l'ère Heian au début de l'ère Momoyama). Essentiellement centrée sur la région de Nara, l'ancienne capitale au bouddhisme florissant, ses écoles sont fréquemment associées à l'un de ses grands et illustres temples bouddhistes, en raison du fait qu'elles alimentaient les arsenaux de ces sanctuaires et équipaient leurs sōhei. Très peu de lames Yamato-den sont signées et beaucoup ont été détruites (notamment par Toyotomi Hideyoshi). Cette tradition rassemble différentes écoles réputées, dont les styles et techniques sont souvent proches. Selon les théories associées au Shoso-in et à Amakuni, la tradition Yamato pourrait remonter jusqu'à une époque aussi ancienne que le VIIIe siècle, ce qui en fait l'une des plus anciennes gokaden, avec Yamashiro-den, similaire dans son style et proche géographiquement. Nonobstant, on considère généralement l'école Senju'in comme la fondatrice du Yamato-den, avec Shigehiro et Yukinobu comme cofondateurs.

## École Hoshô (保昌)
Fondateur : Kunimitsu (国光). Le style de cette école est considéré comme très représentative de la tradition Yamato, en raison de son masame-hada.
- Caractéristiques générales : 
  - jihada : masame-hada avec beaucoup de nie ;
  - hamon : chu-suguha hotsure avec uchinoke verticaux. On trouve aussi ko-gunome midare et ko-midare ;
  - bôshi : kakikake et yakitsume avec beaucoup de nie.
- Forgerons : Kunimitsu (国光), Sadamune (貞宗), Sadayoshi (貞吉), Sadatsugu (貞継), Sadazane (貞真), Sadakiyo (貞清), Sadaoki (貞興), Sadayuki (貞行), Sadamitsu (貞光).

## École Kanabo (金房)
Cette école familiale travaille dans les styles de Mino et Bizen. Une branche est partie dans la province de Mikawa et est connue sous le nom de Mikawa-Monju.
- Caractéristiques générales : 
  - sugata : les lames de l'école Kanabo semblent solides avec un large kissaki et un shinogi bas ;
  - jihada : mokume ou masame-hada avec masame-hada sur le shinogi-ji ;
  - hamon : en nioi, koshi-no-hiraita midare avec yaki-kuzure. On retrouve aussi sanbon-sugi midare, ou hiro-suguha et o-notare avec beaucoup de nio-kuzure et yaki-kuzure ;
  - bôshi : le kaeri est long. On retrouve différentes formes de trempe.
- Forgerons : Masahige (正重), Masasada (正定), Masakiyo (正清), Masatsugu (正次).

## École Kongôbei (金剛兵衞)
Fondateur : Moritaka (盛高), école de la province de Chikuzen, dont les attributs sont proches de l'école Samonji. Il est parfois difficile de savoir quelle est la tradition suivie entre Yamashiro et Yamato. La période d'activité la plus importante est Muromachi.
- Caractéristiques générales : 
  - sugata : les lames sont le plus souvent rustiques, bien qu'on en trouve parfois des plus distinguées ;
  - jihada : le jigane est un dur mokume-hada combiné à du masame-hada et parfois des  shirake utsuri ;
  - hamon : suguhaavec beaucoup d'activité en nio fin et sombre. On trouve gunome midare, hako midare ou notare midare ;
  - bôshi : ichimai midare komi.
- Forgerons : Moritaka (盛高), Moritoshi (盛利), Morikane (盛包), Moriyoshi (盛吉), Morikuni (盛国).

## École Mihara (三原)
Fondateur : Masaie (正家). Cette école se situe dans la province de Bingo et est apparue à la fin Kamakura. Le style est typiquement Yamato.

### École Ko Mihara (古三原)
Quelques pièces de Masaie (正家) et Masahiro (正広) sont considérées comme majeures.
- Caractéristiques générales : 
  - sugata : haut shinogi ;
  - jihada : le jigane est blanchâtre et le jihada est ko-mokume-hada combiné à o-hada ;
  - hamon : chu-suguha combiné à ko-midare en nioi. Présence de beaucoup de nie ;
  - bôshi : ko-maru avec long kaeri.
- Forgerons : Masaie (正家), Masahiro (正広), Masamitsu (正光), Masakiyo (正清), Masanobu (正信), Masahiro (政広).

### École Sue Mihara (末三原)
On retrouve souvent la signature Bingo no kuni Mihara ju kai (« résidant à Mihara dans la province de Bingo »).
- Caractéristiques générales :
  - sugata : haut shinogi et courbure non prononcée ;
  - jihada : le jigane est assez dur et le jihada est ko-mokume hada avec des sumigane fréquents ;
  - hamon : chu-suguha en une fine ligne de nioi. On trouve  aussi de fins gunome ou koshi-no-hiraita midare ;
  - bôshi : ko-maru avec un long kaeri.
- Forgerons : Masachika (正近), Masaoku (正奥), Masazane (正真), Masamori (正盛), Masayoshi (正吉), Masamune (正宗), Masanobu (正信), Masanori (正則).

## École Naminohira (波平)
Fondateur : Masakuni (正国) de la province du Yamato.

### École Ko-Naminohira (古波平)
- Caractéristiques générales :
  - jihada : le jigane est doux. Le jihada est un fin masame-hada combiné à ayasugi-hada ;
  - hamon : chu-suguha hotsure en nie avec des peits ahi, uchinoke et kakikake ;
  - bôshi : yakitsume avec nie kuzure ;
- Forgerons : Masakuni (正国), Yukiyasu (行安), Yasuyuki (安行), Ieyasu (家安), Yasuie (安家), Tomoyasu (友安), Yasutsuna (安綱), Yasumitsu (安光), Yukitsugu (行次).

### École Sue-Naminohira (末波平)
- Caractéristiques générales : 
  - jihada : ayasugi-hada ou ko-mokume hada ;
  - hamon : chu-suguha combiné à ko-midare ou ko-gunome. Peu d'activité ;
  - bôshi : ko-maru avec un long kaeri.
- Forgerons : Yoshiyuki (吉行), Yoshimune (吉宗), Yasutomo (安朝), Kiyosuke (清左), Kiyosuke (清右), Kiyoyoshi (清吉), Kiyohide (清秀).

## École Nio (二王)

### École Ko-Nio (古二王)
Période de Kamakura.
- Caractéristiques générales :
  - sugata : la forme correspond aux tendances de l'époque mais avec un haut shinogi ;
  - jihada : le jigane est trop mou, mais très esthétique. Mokume-hada combiné à masame-hada. On trouve souvent un unique utsuri entre le hamon et le shinogi ;
  - hamon :  fin nie en hoso-suguha hotsure ou chu-suguha hotsure ;
  - bôshi : ko-maru ou o-maru avec un kaeri court.
- Forgerons : Kiyozane (清真), Kiyonaga (清永), Kiyomitsu (清光), Kyoharu (清春), Kiyotada (清忠), Kiyotsuna (清綱), Kiyohisa (清久).

### École Sue-Nio (末二王)
Période Muromachi.
- Caractéristiques générales :
  - jihada : mokume-hada combiné à masame-hada ;
  - hamon : chu-suguha avec ko-midare ;
  - bôshi : ko-maru et midare-komi.
- Forgerons : Kiyotsuna (清綱), Kiyonaga (清永), Kiyokage (清景), Kiyotane (清種), Kiyosada (清貞), Kiyozane (清真), Masayuki (正清), Kiyofusa (清房).

## École Samonji (左文字)
- Caractéristiques générales : 
  - sugata : souvent, les lames sont proches du style de Kamakura. La pointe est en général ko-kissaki. Les tantô ne sont pas courbés et sont souvent plus courts que la taille habituelle. Parfois, on voit des chikei ainsi que du chi-nie ;
  - Jihada : masame-hada qui peut devenir ayasugi-hada ;
  - Hamon : chu-suguha de nie avec ashi. kakikake et de nomvreuz nijuba ;
  - Bôshi : kaen.
- Forgerons : Samonji (左文字), Ryosai (良西), Nyusai (入西), Sairen (西連), Jitsua (実阿).

Remarques : les œuvres Samonji incluent des meitō d'une importance historique particulièrement illustre telles que le tachi Kōsetsu Samonji (江雪左文字), katana (tachi suriage, en fait) Sōza Samonji (宗三左文字) et le tantō Sayo Samonji (小夜左文字). Tous passèrent entre les mains de seigneurs de la guerre figurant parmi les chefs du Japon. Par exemple, Sōza fut d'abord la propriété de Imagawa Yoshimoto, puis fut pillé par Nobunaga à Okehazama, puis tomba dans les mains de Toyotomi Hideyoshi, qui la légua à Toyotomi Hideyori, avant d'être arrachée par Tokugawa Ieyasu, et d'être transmis le long de la lignée du shogun. Kōsetsu fut aussi en la possession du clan Tokugawa depuis l'époque Kamakura, et fut portée par Tokugawa Ieyasu avant que sa préférence n'aille pour Honjō Masamune.

## École Senjuin (千手院)
Fondateur : Yukinobu (行信).
- Caractéristiques générales :
- Forgerons : Yukinobu (行信), Shigehiro (重弘), Shigenaga (重永), Yukiyoshi (行吉), Yukimasa (行正), Rikinao (力直), Sadahige (定重), Rikiō (力王), Kuniyoshi (国吉), Yoshihiro (吉広), Kiyomune (清宗).

## École Shikkake (尻懸)
Fondateur : Norihiro (則弘). 
- Caractéristiques générales : 
  - jihada : ko-mokume-hada le long du shinogi-ji combiné à masame-hada près du hamon, typique appelé shikake-hada ;
  - hamon : chu-suguha hotsure avec ko-midare et ko-midare gunome. Présence de beaucoup d'activité (nijuba, kakikake, kinsuji et inazuma) ;
  - bôshi : yakitsume, kakikake et ko-maru.
- Forgerons : Norihiro (則弘), Norinaga (則長), Norinari (則成), Norizane (則真).

## École Taima (当麻)
Fondateur : Kuniyuki (国行).
- Caractéristiques générales :
  - jihada : mokume-hada avec itame-hada, chikei et yubashiri. Taima-hada : l'itame-hada sur le yokote devient masame-hada. Le jigane est sombre avec beaucoup de ji-nie ;
  - hamon : chu-suguha hotsure en nie. Beaucoup d'activité en nie de type nijuba, kuichigaiba, uchinoke, kinsuji et inazuma apparait dans la zone du yokote ;
  - bôshi : yakitsume.
- Forgerons : Kuniyuki (国行), Tomikiyo (友清), Toshiyuki (俊行), Kunikiyo (国清), Tomotsuna (友綱), Tomonaga (友長), Tomoyuki (友行), Arihoshi (有法師).

## École Tegai (手掻)
Fondateur : Kanenaga (包永).
- Caractéristiques générales : 
  - sugata : shinogi-zukuri et shobu-zukuri pour les wakizashi ;
  - jihada : masame-hada avec ko-nie. Le jigane est d'un blanc laiteux ;
  - hamon : nioi avec un peu de nie et peu d'activité. Parfois on retrouve un o-midare proche de la tradition de Sôchu ;
  - bôshi : ko-maru avec long kaeri ;
  - horimono : on retrouve souvent des horimono très esthétiques sur les sunnobi tantô.
- Forgerons : Kanenaga (包永), Kanekiyo (包清), Kanetsugu (包次), Kanetoshi (包俊), Kanemitsu (包光), Kanezane (包真), Kaneuji (包氏), Kanetomo (包友), Kaneyoshi (包吉).

Remarque : les écoles Yamato-den tendent à être associées avec les plus illustres temples bouddhistes du Kansaï. Dans le cas de Tegai, il s'agit du Todai-ji. On pense que cette école a inspiré Shodai Muramasa (Muramasa I), bien qu'il soit associé au Sōshū-den (à la toute fin de l'époque Koto, beaucoup de forgerons des traditions Yamato et Yamashiro se sont plus ou moins convertis à celle de Soshu, tandis que ceux de Mino et Bizen lançaient la production industrielle de sabres pour équiper les ashigaru et les samouraïs de faibles rangs ; déclin du savoir-faire considéré comme typique de la période Shintō).